# Manuel Niedermeier
Manuel Niedermeier (* 1984 in Regensburg) ist ein deutscher Schriftsteller.

## Leben
Manuel Niedermeier wuchs in Lappersdorf auf. Von 2008 bis 2011 studierte er Germanistik und Allgemeine und Vergleichende Sprachwissenschaften an der Universität Regensburg, von 2012 bis 2014 Komparatistik an der Universität Wien. Manuel Niedermeier lebt in Berlin.

## Auszeichnungen
- 2012 Stipendium der Bayerischen Akademie des Schreibens (Literaturhaus München)
- 2014 Bayerischer Kunstförderpreis für Literatur für Durch frühen Morgennebel[1]
- 2015 Einladung zum Europäischen Festival des Debütromans (Literaturhaus Schleswig-Holstein)[2]
- 2016 Aufenthaltsstipendium des Berliner Senats am Literarischen Colloquium Berlin[3]
- 2016 Aufenthaltsstipendium der Stiftung Rheinland-Pfalz für Kultur am Künstlerhaus Edenkoben[4]
- 2019 Artist in Residence, Laudinella St. Moritz

## Bücher
- 2014 Durch frühen Morgennebel. Roman. C.H. Beck Verlag, München 2014. ISBN 978-3-406-65954-6.
- 2023 Das ist einer, der lebt! Roman. Penguin Verlag, München 2023. ISBN 978-3-328-60283-5.